# マリオ・デ・マリア
マリオ・デ・マリア、別名、マリウス・ピクトル（Mario de Maria、別名 Marius Pictor、1852年9月9日 - 1924年3月18日）はイタリアの画家である。

## 略歴
ボローニャで生まれた。父親は医師で美術収集家で、曾祖父のヴィンツェンツォ・デ・マリア(Vincenzo de Maria)はヴァイオリニストで指揮者としてサンクトペテルブルクで働き、祖父のジャコモ・デ・マリア(Giacomo De Maria)はよく知られた彫刻家であった。
両親からは医師になることを望まれたが、芸術的な仕事を望み、初め音楽を学び、その後画家になるために、ボローニャの美術学校に入学し、アントニオ・ピッチネリ(Antonio Piccinelli)に学んだ。美術学校の雰囲気に満足できず、先輩画家のルイージ・セッラ(Luigi Serra)と親しくなり、マッキア派の作品や15世紀美術などを研究した。セッラやラッファエーレ・ファッチオーリ(Raffaele Faccioli) 、ジョヴァンニ・ベディニエ(Giovanni Bedinihe)といった画家たちとオーストリア、ドイツ、フランスを旅した。
1874年にボローニャの展覧会に出展し、1874年にはリヴォルノの展覧会に出展した。1878年には短期間パリを訪れ、バルビゾン派の画家の作品を研究し、パリ万国博覧会を見物した。
1882年にローマに移り、ジョヴァンニ・コスタやヴィンチェンツォ・カビアンカがスタジオを開いていた同じ建物にスタジオを開いた。1883年にコスタが設立した美術家グループ「In arte libertas」の展覧会に1886年に出展し、有名な詩人ガブリエーレ・ダンヌンツィオの知己を得てダンヌンツィオの著作の挿絵を描いた。「In arte libertas」からはメンバーのオノラート・カルランディと不仲になり1888年に脱退した。
1889年からドイツで活動を始め、ベルリンの国際展覧会に出展し、作品はドイツ皇帝に買い上げられた。1890年にブレーメンの画家、エミリア・フォークト(Emilia Voight)と結婚した。1892年にヴェネツィアに移り、1895年から始まったヴェネツィア・ビエンナーレの運営者、出品者として働いた。1905年に娘を亡くし、打撃を受けて活動が低調になるが、スイスの病院で治療を受けて活動を再開した。1909年にはビエンナーレで個展を開いた。1911年にミラノで「未来派」の画家たちと展覧会に出展したが、そのスタイルは時代遅れであると批判された。
その後アーゾロやボローニャに移り、ボローニャで亡くなった。

## 作品

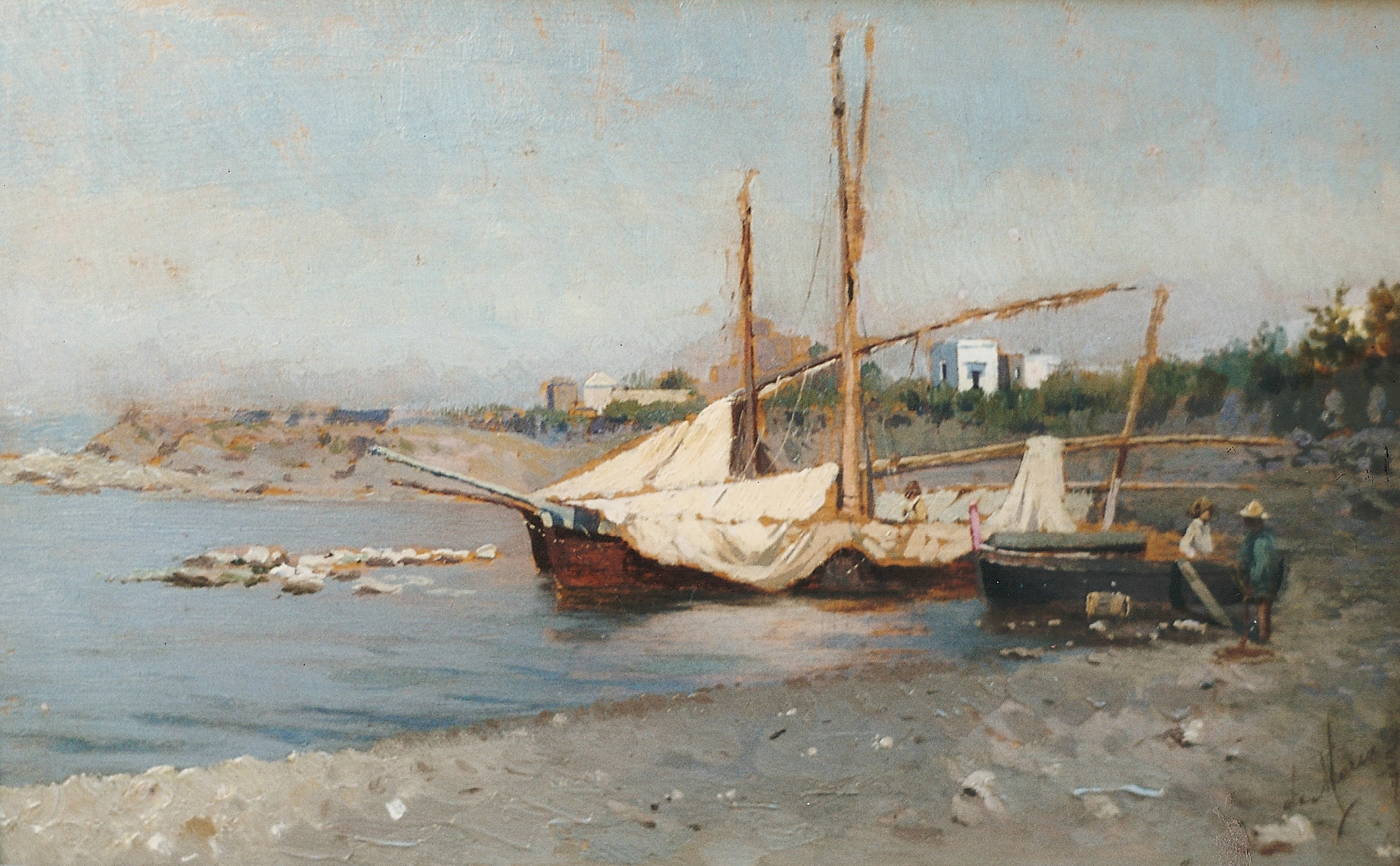
Torre del Grecoの岸の小舟 (1877)
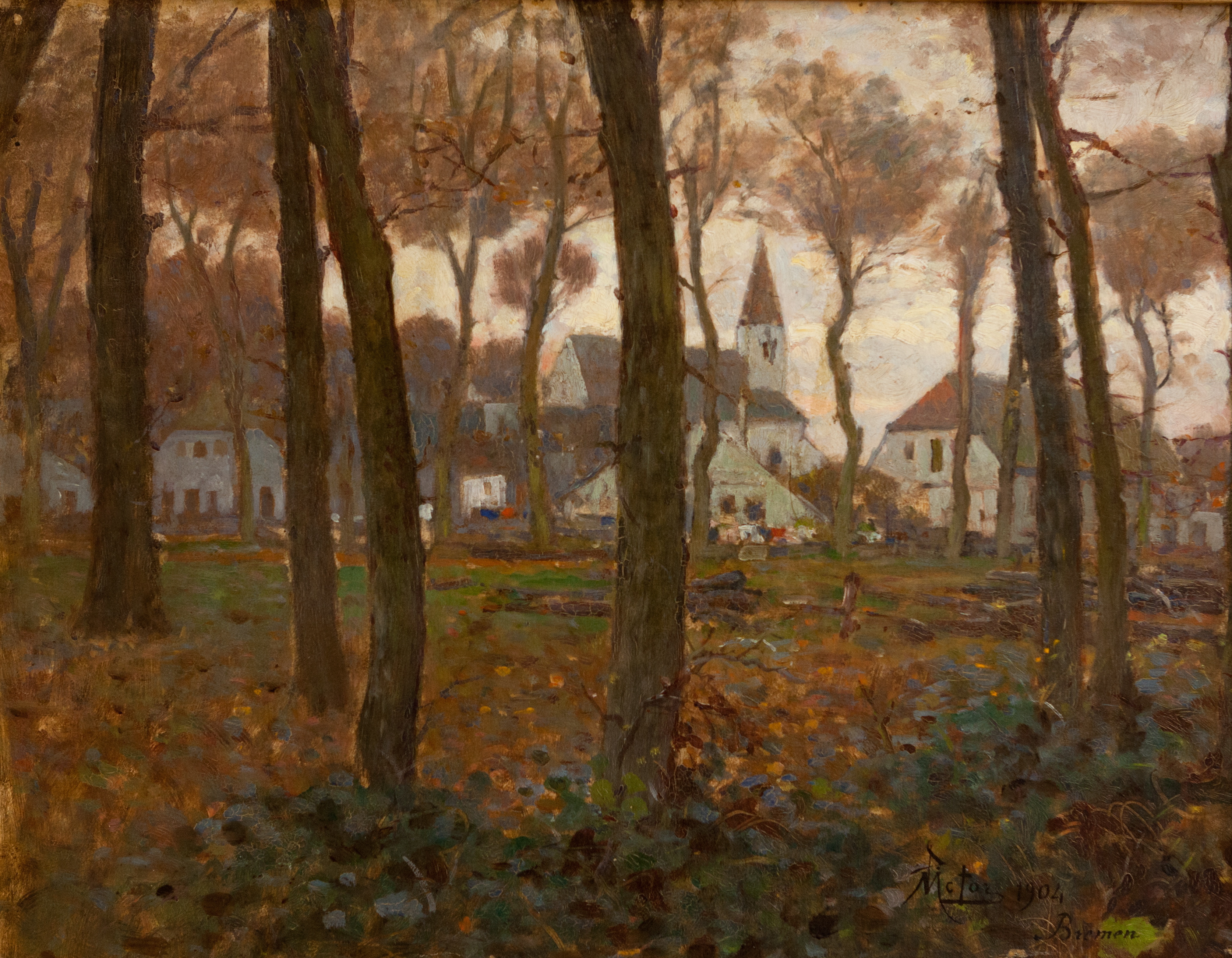
Bremen (1904)
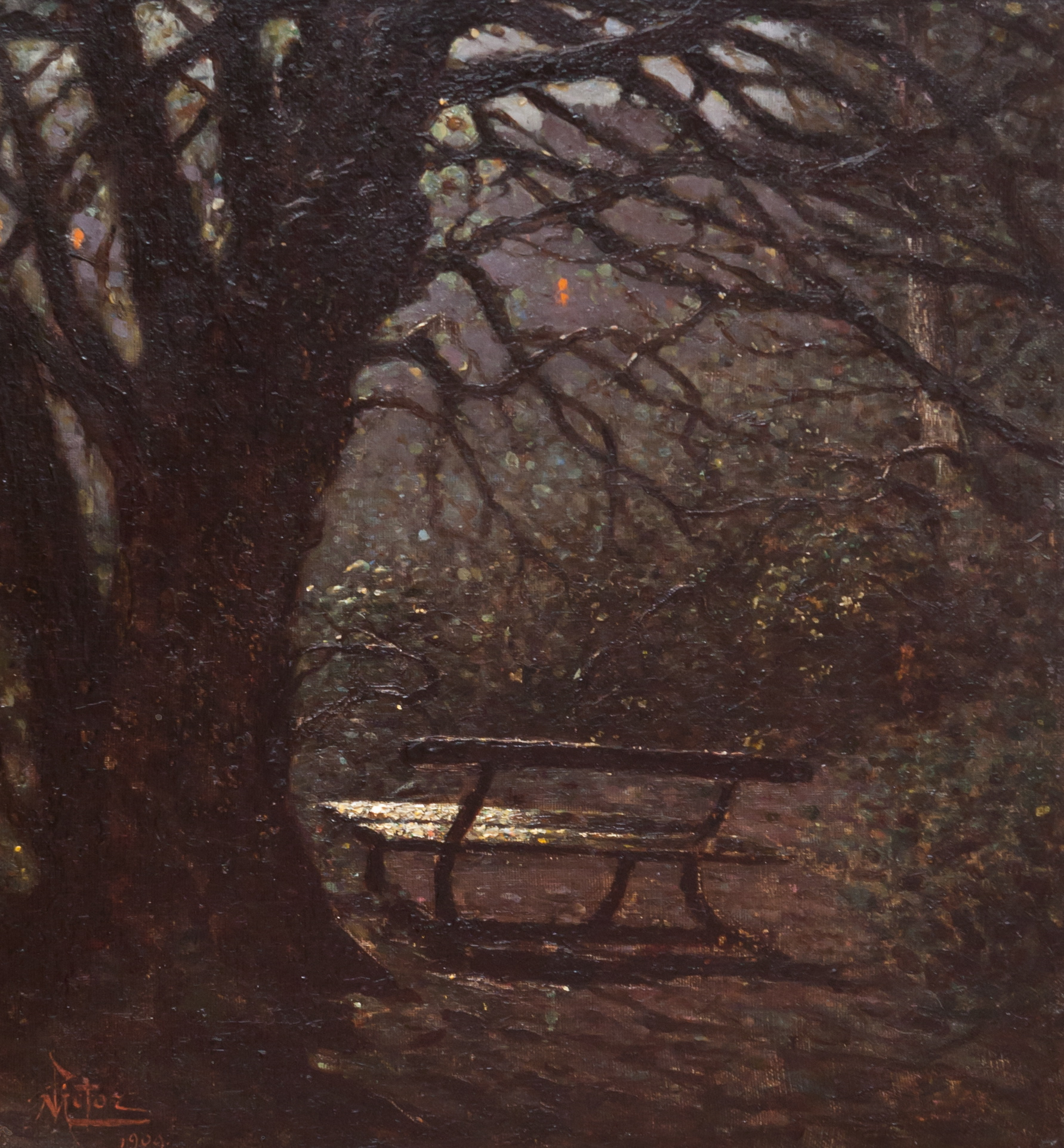
月の歌または月光のベンチ(1904)

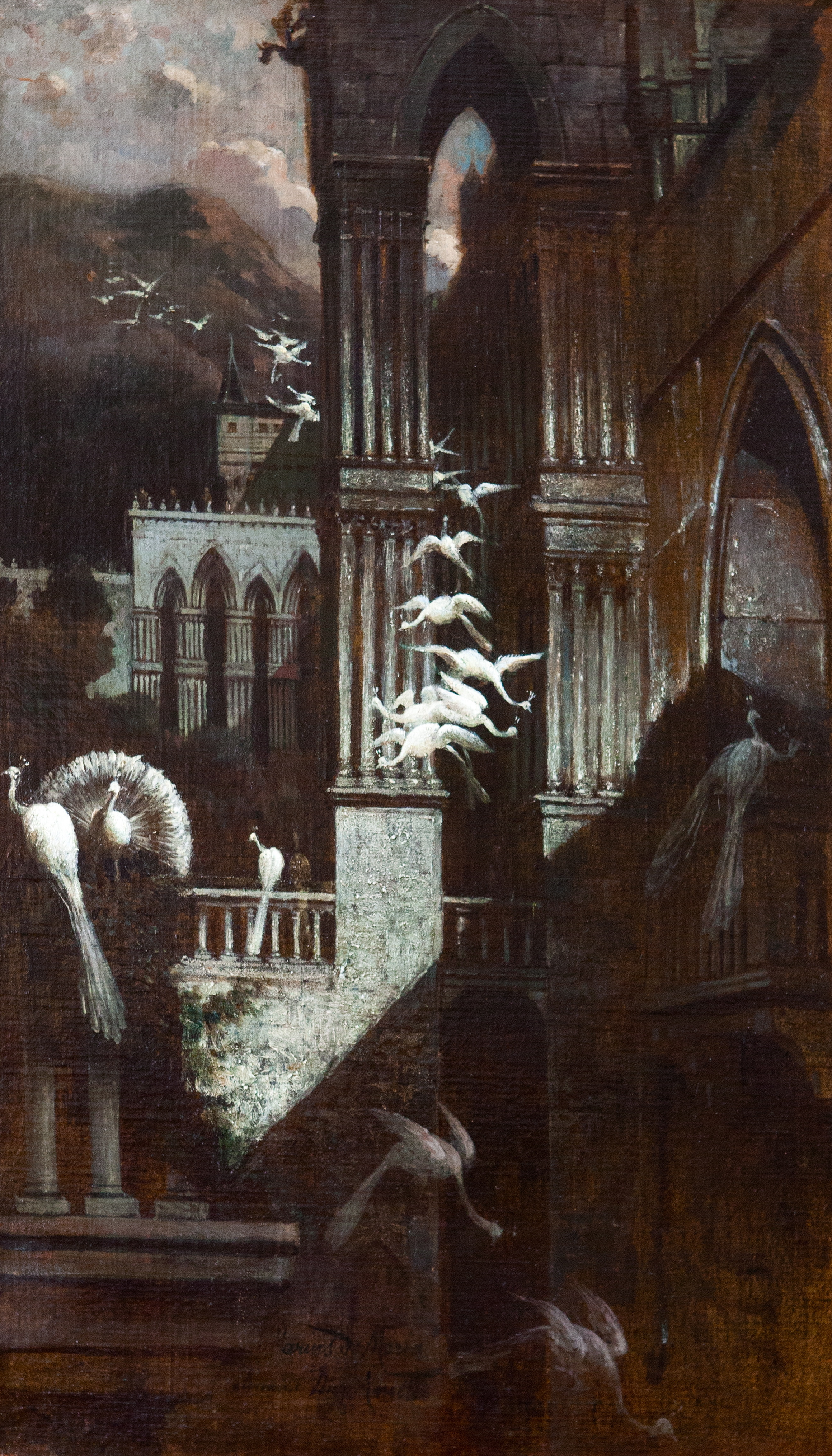
鳥の踊り
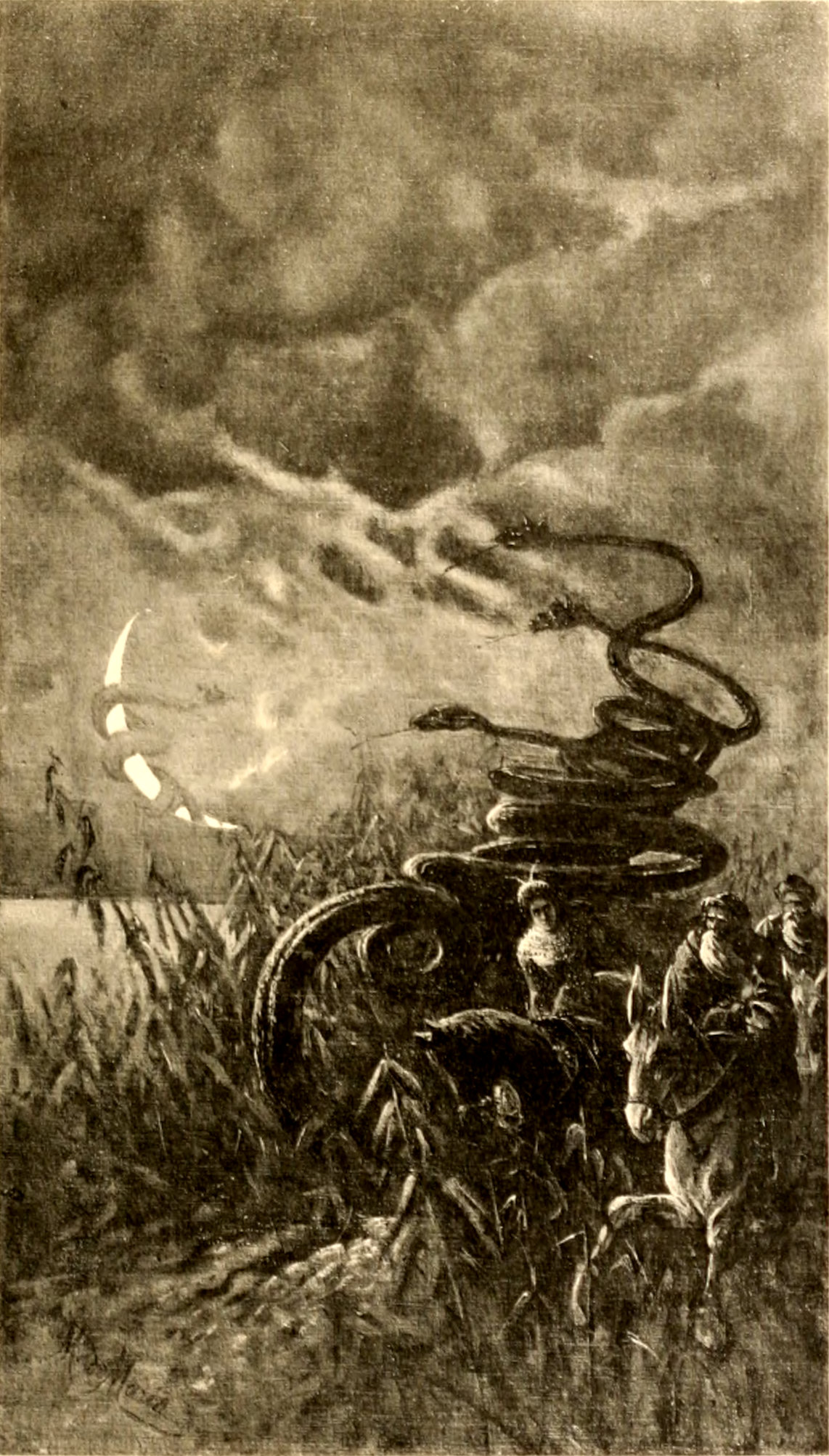
詩集の挿絵
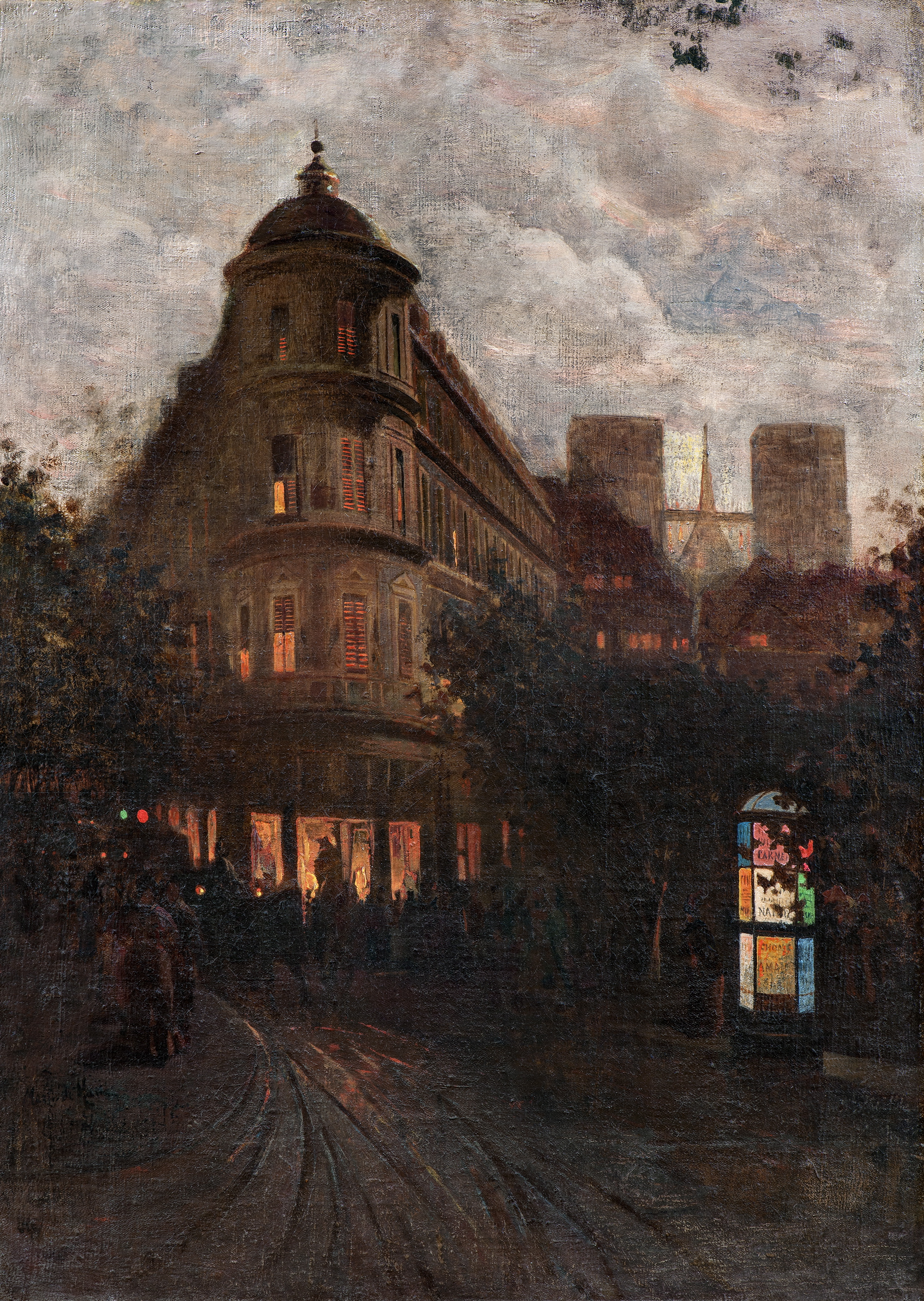
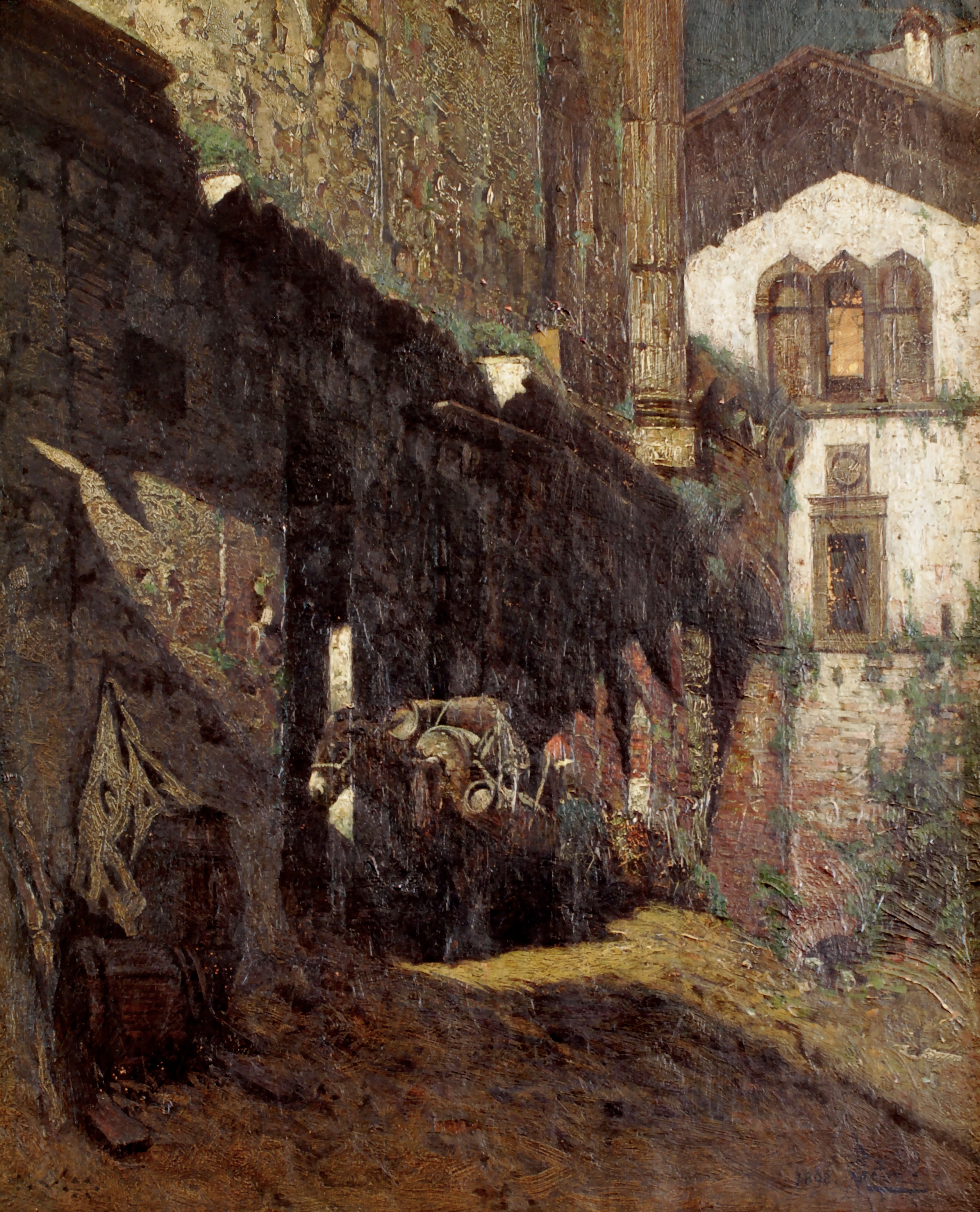